# Скомороська волость
Скомороська волость — історична адміністративно-територіальна одиниця Таращанського повіту Київської губернії з центром у селі Скоморошки.
Станом на 1886 рік складалася з 11 поселень, 6 сільських громад. Населення — 6118 осіб (3029 чоловічої статі та 3089 — жіночої), 751 дворове господарство.
Наприкінці 1880-х років волость було лдіквідовано, більша частина увійшла до складу Староживотівської волості (села Вербівка, Закриниччя, Скала, Скоморошки, Човновиця), менша - до складу Кашперівської волості (село Довгалівка).
|                     | Площа, десятин | У тому числі орної, дес. |
| ------------------- | -------------- | ------------------------ |
| Сільських громад    | 4964           | 4457                     |
| Приватної власності | 4577           | 3468                     |
| Іншої власності     | 1102           | 809                      |
| Загалом             | 10643          | 8734                     |

Поселення волості:
- Скоморошки — колишнє власницьке село, 826 осіб, 143 двори, православна церква, школа, постоялий будинок, лавка. За версту — цегельний завод із водяним млином.
- Вербівка — колишнє власницьке село при річці Роська, 619 осіб, 92 двори, школа, постоялий будинок, 2 водяних млини, винокурний завод.
- Довгалівка — колишнє власницьке село, 614 осіб, 73 двори, каплиця, постоялий будинок, 2 водяних і кінський млини.
- Закриниччя — колишнє власницьке село, 1181 осіб, 117 дворів, православна церква, школа, постоялий будинок, 2 водяних млини.
- Скала — колишнє власницьке село при річці Роська, 1281 особа, 186 дворів, православна церква, школа, 2 постоялих будинки, 2 водяних млини, винокурний завод.
- Човновиця — колишнє власницьке село при річці Торч, 1128 осіб, 135 дворів, православна церква, католицька каплиця, школа, постоялий будинок, 2 водяних млини, винокурний завод.